# Miguelina Cobián
Miguelina Cobián Hechavarría (* 19. Dezember 1941 in Santiago de Cuba; † 1. Dezember 2019) war eine kubanische Leichtathletin. Sie zählte zu den erfolgreichsten Sprinterinnen der 1960er Jahre.

## Karriere
Bei den Panamerikanischen Spielen 1963 in São Paulo gewann Cobián Silbermedaillen im 100-Meter-Lauf, im 200-Meter-Lauf sowie in der 4-mal-100-Meter-Staffel zusammen mit Fulgencia Romay, Irene Martínez und Nereida Borges. Im folgenden Jahr wurde sie bei den Olympischen Spielen in Tokio Fünfte über 100 Meter und erreichte über 200 Meter die Halbfinalrunde. Bei den Panamerikanischen Spielen 1967 in Winnipeg siegte sie in der Staffel mit Marcia Garbey, Violeta Quesada und Cristina Hechevarría, wiederholte ihren zweiten Platz über 100 Meter und wurde Dritte im 200-Meter-Lauf.
Ihren wohl bedeutendsten Erfolg feierte Cobián bei den Olympischen Spielen 1968 in Mexiko-Stadt, als sie in der Staffel gemeinsam mit Violeta Quesada, Marlene Elejarde und Fulgencia Romay die Silbermedaille hinter der US-amerikanischen und vor der sowjetischen Mannschaft errang. Die vier waren die ersten weiblichen Olympiamedaillengewinner aus Kuba. Außerdem belegte sie im 100-Meter-Lauf den achten Platz, verpasste aber im 200-Meter-Lauf erneut den Finaleinzug.
Zu ihren weiteren Erfolgen zählen unter anderem drei Siege im 100-Meter-Lauf bei Zentralamerika- und Karibikspielen (1962 in Kingston, 1966 in San Juan und 1970 in Panama-Stadt) sowie einer über 200 Meter (1970). Bei den Zentralamerika- und Karibikmeisterschaften siegte sie 1967 in Xalapa und 1969 in Havanna im 200-Meter-Lauf sowie 1969 im 100-Meter-Lauf. Bei Universiaden gewann sie 1963 in Porto Alegre über beide Distanzen jeweils Bronze und 1965 in Budapest Silber.
Miguelina Cobián war 1,70 m groß, wog zu ihrer aktiven Zeit 63 kg und trug den Spitznamen La Gacela Oriental. Ihre Bestleistungen betrugen 11,41 Sekunden über 100 Meter und 23,39 Sekunden über 200 Meter, beide gelaufen 1968 in Mexiko-Stadt.